# Fimbristylis rectifolia
Fimbristylis rectifolia är en halvgräsart som beskrevs av Ethirajalu Govindarajalu. Fimbristylis rectifolia ingår i släktet Fimbristylis och familjen halvgräs. Inga underarter finns listade i Catalogue of Life.